# Manuel González-Serna Rodríguez i 19 towarzyszy
Manuel González-Serna Rodríguez i 19 towarzyszy (ur. od 19 kwietnia 1868 do 3 kwietnia 1917 na terenie Hiszpanii, zm. od 18 lipca 1936 do 23 lipca 1937 tamże) – grupa dwudziestu hiszpańskich duchownych i świeckich męczenników, ofiary hiszpańskiej wojny domowej w latach 1936–1939. Błogosławieni Kościoła katolickiego.  
Historycznie znana jest sytuacja społeczno-polityczna Hiszpanii w okresie wojny domowej (1936-1939) oraz klimat prześladowań, jakie republikańscy milicjanci stworzyli wobec wszystkich tych, którzy podali się za członków Kościoła katolickiego, niezależnie od tego, czy byli konsekrowani lub świeccy.
Sprawa, o której mowa, dotyczy męczeńskiej śmierci dwudziestu Czcigodnych Sług Bożych, dziesięciu księży i dziesięciu świeckich, zamordowanych w 1936 r. i należących do archidiecezji sewilskiej.
22 czerwca 2023 decyzją papieża Franciszka podpisano dekret o męczeństwie dwudziestu męczenników wojny domowej, otwiera drogę do ich beatyfikacji.
18 listopada 2023 w katedrze Santa María de la Sede w hiszpańskiej Sewilli prefekt dykasterii do spraw świętych kard. Marcello Semeraro dokonał beatyfikacji 20 hiszpańskich męczenników, wpisując ich w poczet błogosławionych Kościoła katolickiego.
Do grona dwudziestu ofiar hiszpańskiej wojny domowej zaliczamy: 
- Manuel González-Serna Rodríguez – urodził się 13 maja 1880 w Sewilla, święcenia kapłańskie przyjął 20 września 1902 r., a 30 października 1911 r. został mianowany proboszczem Konstantyny. Aresztowany w nocy 19 lipca 1936 r., 23 lipca następnego roku został przewieziony do kościoła parafialnego Konstantyny i stracony w zakrystii.
- Francisco de Asís Arias Rivas – urodził się 30 stycznia 1875 w Cantilana (Sewilla), wyświęcony na kapłana 1 czerwca 1901 i mianowany proboszczem parafii Lora del Río 27 października 1919. Aresztowany pod koniec lipca 1936 i rozstrzelany 1 sierpnia 1936 na cmentarzu Lora del Río.
- Miguel Borrero Picon – urodził się 6 grudnia 1873 w Beas (Huelva), święcenia kapłańskie przyjął 19 listopada 1903 r., a 26 lutego 1923 r. został mianowany wikariuszem w Utrerze. Aresztowany w parafii 19 lipca 1936 r. i zamordowany w miejscowym więzieniu następnego dnia 26 lipca.
- Mariano Caballero Rubio – urodził się 28 października 1895 w Alájar (Huelva), wyświęcony na kapłana 22 grudnia 1923 i mianowany wikariuszem w Huelvie 27 kwietnia 1934 r. Był świadkiem pożaru kościoła parafialnego 21 lipca 1936 r. i znalazł schronienie z rodziną w Punta Umbría (Huelva), gdzie został aresztowany i przewieziony do więzienia. Został postrzelony w plecy podczas transportu do więzienia i zmarł na krwotok w szpitalu 23 lipca 1936 r.
- Pedro Carballo Corrales – urodził się 10 listopada 1886 w Ubrique (Kadyks), 18 grudnia 1910 r. przyjął święcenia kapłańskie dla diecezji sewilskiej, a 15 października 1919 r. został mianowany proboszczem parafii Santa Maria de Guadalcanal. Aresztowany w swojej parafii w lipcu 20 sierpnia 1936 i razem z innymi przetrzymywanymi na cmentarzu Guadalcanal, gdzie został rozstrzelany i pochowany 6 sierpnia 1936 r.
- Juan Maria Coca Saavedra – urodził się 24 grudnia 1884 w Mairena del Alcor (Sewilla) , święcenia kapłańskie przyjął 18 grudnia 1909 r., a 14 października 1911 r. został mianowany wikariuszem w Lora del Río. Został zastrzelony i pochowany na cmentarzu miejskim 1 sierpnia 1936.
- Antonio Jesus Díaz Ramos – urodził się 31 grudnia 1896 w Bollullos Par del Condado (Huelva), święcenia kapłańskie przyjął 18 grudnia 1920 r. i mianowany administratorem parafii w Cazalla de la Sierra (Sevilla) w 1931 r. Aresztowany w nocy 18 lipca 1936 r. został stracony w więzieniu Cazalla de the Sierra następnego dnia 5 sierpnia.
- Salvadora Lobato Pereza – urodził się 31 grudnia 1901 w Algodonales (Cádiz), został wyświęcony na kapłana w Sewilli 12 marca 1927 r. i mianowany administratorem parafii El Saucejo w 1933 r. Aresztowany wraz z bratem Czcigodnym Sługą Bożym Rafaelem Lobato Pérezem (nr. 20), z którym zginął w El Saucejo 21 sierpnia 1936 r.
- Rafael Machuca Juárez de Negrón – urodził się 30 kwietnia 1881 w Estepa (Sewilla), święcenia kapłańskie przyjął 18 grudnia 1909 r., a 1 listopada 1912 r. został mianowany wikariuszem. Aresztowany w lipcu 1936 r. w uzdrowisku Carratraca, dokąd udał się z powodów zdrowotnych i wysłany do Malagi, zginął 31 sierpnia 1936 r.
- José Vigil Cabrerizo – urodził się 11 października 1906 w Huétor-Tájar (Granada), święcenia kapłańskie przyjął 20 maja 1932 r. w Sewilli. Powierzono mu kościół w okolicach San Girolamo, dokąd 1 maja 1936 r. przybyli rewolucjoniści. Uznany za księdza, został zastrzelony 18 lipca 1936 r. w Sewilli i zmarł następnego dnia w szpitalu.
- Enrique Palacios Monrabá – urodził się 3 kwietnia 1917 w Cazalla de la Sierra (Sewilla), do seminarium w Sewilli wstąpił 29 sierpnia 1928 r. Pod koniec pierwszego roku studiów teologicznych wrócił do domu na wakacje pod koniec czerwca 1936 r. Został aresztowany i zabity wraz ze swoim ojcem, Czcigodnym Sługą Bożym Manuelem Palaciosem Rodríguezem (nr. 17) na dziedzińcu więzienia Cazalla de la Sierra 5 sierpnia 1936 r.
- Maria Dolores Sobrino Cabrera – urodziła się 19 kwietnia 1868 w Constantinie (Sewilla), poślubiła Rafaela Cabezasa Ruival de Flores 27 grudnia 1891 r. Zaangażowana w parafię, została rozstrzelana 23 lipca 1936 r. w kościele w Konstantynie.
- Agustín Alcalá Henke – urodził się 7 czerwca 1892 w Alcalá de Guadaíra (Sewilla), ukończył prawo w 1915 i został prawnikiem. Zastrzelony w Alcalá de Guadaíra przez rewolucjonistów 17 lipca 1936 r., gdy szedł z pomocą potrzebującym, zmarł w szpitalu w Sewilli 18 lipca 1936 r.
- Mariano López-Cepero y Muru – urodził się 24 stycznia 1883 w Cazalla de la Sierra (Sewilla), był zastępcą burmistrza rodzinnego miasta i członkiem rady parafialnej. Zginął 5 sierpnia 1936 r. w więzieniu Cazalla de la Sierra.
- Gabriel López-Cepero y Muru – urodził się 22 sierpnia 1874 w Sewilli, ożenił się z Marią Teresą Ovelar Ovelar, z którą miał siedmioro dzieci. Członek rady parafialnej, zginął wraz ze swoim bratem, Czcigodnym Sługą Bożym Mariano (nr 14), 5 sierpnia 1936 r. w więzieniu Cazalla de la Sierra.
- Cristóbal Pérez Pascual – urodził się 9 grudnia 1887 w Alájar (Huelva), w 1923 otworzył aptekę w Cazalla de la Sierra, za pośrednictwem której prowadził również działalność społeczną i charytatywną. Członek rady parafialnej, zginął w więzieniu Cazalla 5 sierpnia 1936 r.
- Manuel Palacios Rodriguez – urodził się 1 sierpnia 1877 w Aracena (Huelva) , był właścicielem ziemskim. 4 października 1909 ożenił się z Luisą Monrabá Canela, z którą miał siedmioro dzieci, w tym Czcigodnego Sługę Bożego Enrique Palacios Monrabá (nr 11), seminarzystę. Członek rady parafialnej, zginął wraz z synem i innymi więźniami na dziedzińcu więzienia Cazada de la Sierra 5 sierpnia 1936 r.
- José María Rojas Lobo – urodził się 29 września 1910 w Sewilli, był prawnikiem. Latem 1936 wyjechał z rodziną do Marcheny, gdzie został aresztowany 20 lipca 1936 r. Ciężko ranny w strzelaninie rewolucjonistów, zmarł 25 lipca 1936 r.
- Manuel Luque Ramos – urodził się 6 marca 1893 w Marchena (Sewilla), był chłopcem na posyłki i zakrystianinem sióstr klarysek i mieszkał ze swoją owdowiałą matką w pobliżu klasztoru. 18 lipca 1936 przeciwstawił się grupie rewolucjonistów, którzy chcieli wejść do kościoła podczas Mszy św. Aresztowany następnego dnia i rozstrzelany, zmarł w szpitalu w Marchenie 22 lipca 1936 r.
- Rafael Lobato Perez – urodził się 28 lutego 1905 w Algodonales (Kadyks), stolarz, asystował w posłudze duszpasterskiej czcigodnemu słudze Bożemu Salvadorowi Lobato Pérezowi (nr 8). Kiedy rewolucjoniści przyszli aresztować jego brata księdza, nie chciał go zostawić samego. Obaj zostali następnie wywiezieni z kraju i razem zamordowani 21 sierpnia 1936 r. w El Saucejo.